# Coelostoma fabricii
Coelostoma fabricii är en skalbaggsart som först beskrevs av Xavier Montrouzier 1860.  Coelostoma fabricii ingår i släktet Coelostoma och familjen palpbaggar. Inga underarter finns listade i Catalogue of Life.